# Sonic Rivals
Sonic Rivals ist ein Action-Rennspiel, das von Backbone Entertainment und Sega Studio USA entwickelt und von Sega am 16. November 2006 in Nordamerika und am 1. Dezember 2006 in Europa exklusiv für PlayStation Portable veröffentlicht wurde.
Im Spiel treten verschiedene Charaktere der Sonic-Serie in 2½D-Leveln gegeneinander an und haben je nach Charakterwahl festgelegte Rivalen, die es für Spielfortschritt zu schlagen gilt. Der Kern des Spiels liegt also darin, die Level möglichst schnell zu absolvieren. Das Spiel stellt auch das Debüt des Charakters Dr. Eggman Nega, eines zeitreisenden Nachfahren von Dr. Eggman aus der Zukunft, dar.
Der direkte Nachfolger ist Sonic Rivals 2 (2007), welcher im Folgejahr ebenfalls für PlayStation Portable erschien.

## Handlung
Wie aus dem Nichts erscheint eine Insel namens Onyx Island. Sonic und Tails wollen diese auserkundschaften und treffen, wie sie bereits vermutet haben, auf Dr. Eggman. Dieser präsentiert seine neue Fähigkeit, Personen und Gegenstände in Sammelkarten zu verwandeln, die er daraufhin selbst sammelt. Nachdem dies bereits mit Amy geschehen war, verwandelt Dr. Eggman vor Sonics Augen nun auch Tails in eine Karte, ehe Knuckles erscheint und Dr. Eggman zur Rede stellt, da dieser auch den Master Emerald in Kartenform in seinem Besitz hat. Sonic und Knuckles nehmen die Verfolgung des flüchtenden Dr. Eggman auf.
Abseits dessen scheint Dr. Eggman bereits auch Shadow the Hedgehog und den aus der Zukunft stammenden Silver the Hedgehog gegenseitig aufeinander gehetzt zu haben. Sonic, Knuckles, Shadow und Silver kommen sich immer wieder in die Quere, bis sie Dr. Eggman endlich stellen können. Doch Silver findet zuvor heraus, dass es sich hierbei um Dr. Eggmans Nachfahren Dr. Eggman Nega handelt, der von der Zukunft durch die Zeit zurückgereist ist und Silver dabei versehentlich mitgerissen haben muss. Dr. Eggman Nega verkündet, dass sein Genie in seiner Zeit nicht anerkannt wird, Dr. Eggmans Fehlschläge der Vergangenheit dafür verantwortlich macht, dass seine Familie nicht ernst genommen wird und ihn daher aus dem Verkehr ziehen will. Er nahm seinen Vorfahren Dr. Eggman gefangen und gab sich als dieser aus, um Chaos zu stiften und Sonic und seine Freunde auszuschalten, indem er alle in Sammelkarten verwandelt, um damit für jetzt und für zukünftige Generationen Respekt und Anerkennung zu verdienen. Nachdem sein Plan fehlzuschlagen droht, will Dr. Eggman Nega die ganze Zeitlinie in eine Sammelkarte verwandeln, doch nachdem Sonic, Knuckles, Shadow und Silver zusammenarbeiten, gelingt es ihnen, alle Karten zurückzuverwandeln und Dr. Eggman Nega zu besiegen. Silver reist in seine Zeit zurück und nimmt Dr. Eggman Nega, als auch die komplette Insel Onyx Island mit.

## Gameplay
In Sonic Rivals übernimmt der Spieler wahlweise die Kontrolle über den blauen Igel Sonic, den roten Echidna Knuckles, den dunklen Igel Shadow oder den Zeitreisenden Silver in einem 2½D-Rennspiel, in denen die vier Charaktere gegen vorgegebene Rivalen darin antreten, das jeweilige Level oder den Bosskampf zuerst zu beenden. Nach Abschluss des Storymodus kann zudem Metal Sonic als fünfte Spielfigur freigespielt werden, wobei alle fünf Charaktere über identisches Moveset und Fähigkeiten verfügen.
Neben dem Storymodus, in dem man die Storystränge aus Sicht der Charaktere Sonic, Knuckles, Shadow und Silver erlebt, gibt es einen Challengemodus, der sich auf die reinen Rennen in den Leveln fokussiert. Im Wireless-Play-Modus können Mehrspieler-Duelle mit anderen Spielern ausgetragen werden, hinzu kommt der Cup-Circuit-Modus, in dem man um bestimmte Pokale gegen seine Mitstreiter antritt. Alle Charaktere verfügen beim Springen über die Spin Attack, mit der viele Gegner bei Berührung besiegt werden können. Wenn man mit dem Steuerkreuz nach unten die Spielfigur ducken lässt und dann die Sprungtaste betätigt und loslässt, kann sie mit dem Spin Dash aus dem Stand schnell mit der Spin Attack nach vorne preschen. Mit der Sprungtaste in der Luft kann die Homing Attack ausgeführt werden, mit der die Spielfigur direkt auf Gegner in unmittelbarer Nähe zusteuert und der Air Boost, der ebenfalls auf der Sprungtaste ausgeführt wird, bringt die Spielfigur blitzschnell an einer Reihe von Ringen vorwärts (vergleichbar mit dem Light Dash).
Bei Berührung können die goldenen Ringe eingesammelt werden; Nimmt die Spielfigur Schaden, verliert sie die Ringe. Nimmt die Spielfigur Schaden, ohne Ringe zu besitzen, fällt in einen tödlichen Abgrund oder wird zerquetscht, wird sie zurückgesetzt. Es gibt zwar kein Extraleben-System, jedoch kann der Rivale weiterrennen und dementsprechend den Spieler einholen, überholen oder abhängen. In den Itemboxen kann sich ein helfendes Item wie Ringe, ein Magnet, Sterne oder Warpröhren befinden oder ein für den Gegner störendes Item wie Stacheln oder Gegenwind. Zudem können im Spiel bis zu 150 Spielkarten gefunden oder verdient werden, die über den Menüpunkt Card Collection einsehbar sind und Charaktere, Gegner oder Gegenstände dieses oder früherer Sonic-Spiele darstellen.

### Level
Das Spiel besteht aus sechs Zonen (Forest Falls Zone, Colosseum Highway Zone, Sky Park Zone, Crystal Mountain Zone, Death Yard Zone und Meteor Base Zone) mit regulär drei Acts, die als Level definiert werden können und der dritte Acts immer aus einem Bosskampf besteht. Die Ausnahme bildet die Sky Park Zone mit zwei Acts. Jede Zone hat dabei ihre eigene Thematik, Aussehen und Gegner-Vielfalt. Am Ende des jeweils letzten Acts wartet zudem ein Kampf gegen den Widersacher Dr. Eggman und eine seiner tödlichen Maschinen.
| Nr. | Zone                   | Acts | Bosskämpfe    |
| --- | ---------------------- | ---- | ------------- |
| 1   | Forest Falls Zone      | 3    | Egg Turtle    |
| 2   | Colosseum Highway Zone | 3    | Egg Falcon    |
| 3   | Sky Park Zone          | 2    | –             |
| 4   | Crystal Mountain Zone  | 3    | Egg Lynx      |
| 5   | Death Yard Zone        | 3    | Egg Kong      |
| 6   | Meteor Base Zone       | 3    | Egg Destroyer |

## Synchronisation
Da Sonic Rivals nicht in Japan entwickelt wurde und auch nicht in Japan erschienen ist, gibt es auch keine japanische Sprachausgabe für dieses Spiel, sondern ausschließlich eine englischsprachige Synchronisation. Dabei kommen dieselben Synchronsprecher zum Einsatz wie beim fast zeitgleich erschienenen Sonic the Hedgehog (2006).
| Synchronsprecher in Sonic Rivals | Synchronsprecher in Sonic Rivals | Synchronsprecher in Sonic Rivals |
| Figur im Spiel                   | Englischer Synchronsprecher      |                                  |
| -------------------------------- | -------------------------------- | -------------------------------- |
| Sonic the Hedgehog               | Jason Anthony Griffith           |                                  |
| Shadow the Hedgehog              | Jason Anthony Griffith           |                                  |
| Silver the Hedgehog              | Pete Capella                     |                                  |
| Miles Tails Prower               | Amy Palant                       |                                  |
| Knuckles the Echidna             | Dan Green                        |                                  |
| Amy Rose                         | Lisa Ortiz                       |                                  |
| Rouge the Bat                    | Kathleen Delaney                 |                                  |
| Dr. Eggman                       | Mike Pollock                     |                                  |
| Dr. Eggman Nega                  | Mike Pollock                     |                                  |

## Entwicklung
Sonic Rivals wurde von Beginn an gezielt für die PlayStation Portable entwickelt und an das System angepasst, um ein zugeschnittenes Sonic-Spiel für dieses System zu veröffentlichen. Während die Entwickler von Backbone Entertainment zunächst ein traditionelles 2D-Jump ’n’ Run im Stile der Sonic-Spiele für das Sega Mega Drive anstrebten, brachte Takashi Iizuka vom Sonic Team den stärkeren Fokus auf Wettrennen ins Spiel. Letztlich war Backbone Entertainment für das Kernspiel, wie Spielphysik und Leveldesign verantwortlich, während die Sega Studios USA alles Weitere, wie die Story und die Card Collection, am Spiel ausschmückten.
Das Spiel wurde im Mai 2005 auf der Website von GameStop erstmals geleaked. Auf Nachfrage verneinte Sega die Entwicklung eines geplanten Sonic-Spiels für die PlayStation Portable. Erst ein Jahr später, am 6. Mai 2006, wurde Sonic Rivals von Sega offiziell angekündigt und später auf der E3 2006 und auf der Games Convention 2006 vorgestellt, bis es am 17. November 2006 in Nordamerika und am 1. Dezember 2006 in Europa erschien. Ein Release in Japan erfolgte nie.

## Neuveröffentlichungen
Es existiert ein Bundle namens Double Rivals Attack Pack! für PlayStation Portable, welches im Jahre 2011 exklusiv in den USA veröffentlicht wurde und sowohl Sonic Rivals, als auch den Nachfolger Sonic Rivals 2 (2007) enthält.

## Rezeption
Sonic Rivals erhielt gemischte, durchschnittliche Wertungen. Während manche Pressestimmen das furiose Gameplay als spielspaßfördernd ansahen, sorgte dies bei anderen hingegen für Frustmomente.

„In Sonic Rivals, das von Backbone entwickelt wurde (Death jr.), steht der Duellgedanke im Vordergrund: Rast mit dem Igel schneller als Euer Kontrahent durch die spielerisch zweidimensionalen, optisch aber voll ausmodellierten 3D-Welten. Reaktionstests an Hindernissen (Drücke die Kreistaste) erfordern volle Aufmerksamkeit, fiese Fallen und heimtückisch platzierte Gegner nerven gewaltig. Während die simplen Bossfights langweilen, kommt in den späten Levels dank cooler Looping-Kombinationen und hohem Tempo Laune auf. Nach zwei bis drei Stunden seid Ihr aber schon durch. Flottes Duell-Jump’n’Run mit teils tollen Levels, aber massig unfairen Stellen.“